# Salamandra Hanzō
Hanzō (半蔵), también conocido como Salamandra Hanzō o Hanzō la Salamandra (山椒魚の半蔵), es un personaje ficticio del manga y anime Naruto. Es un personaje antagonista de la obra, ya que si bien está muerto durante los sucesos de la saga, reaparece en Naruto: Shippūden siendo revivido por el personaje de Kabuto Yakushi para luchar en la Cuarta Guerra Mundial Shinobi.

## Historia
Siendo niño, Hanzō se implantó la bolsa de veneno de una salamandra negra en su costado izquierdo, volviendo su propio cuerpo venenoso e inmune al veneno al mismo tiempo. Es por esta razón por la que comenzó a usar una máscara respiratoria, debido a que cualquiera que pudiera entrar en contacto con él y respirara sus aires tóxicos moriría envenenado.
Hanzō se convirtió en un shinobi legendario al luchar en la Segunda Guerra Mundial Shinobi liderando a la aldea de Amegakure, donde concedió el título de «Sannin» a Jiraiya, Orochimaru y Tsunade únicamente por el hecho de sobrevivir a un combate con él, lo que demostraba el enorme poder que poseía. En algún momento durante el conflicto, Hanzō se alió con Danzō Shimura, éste la ayudaría a combatir a un grupo de ninjas renegados de Amegakure que buscaban el fin del conflicto, a cambio de que Hanzō le apoyara en su ambición de convertirse en Hokage. Es por esto que Hanzō y Danzō se encontraron con el grupo de ninjas renegados liderado por Yahiko y Nagato ; Hanzō secuestró a Konan y exigió que Yahiko muriera a cambio de su liberación. Sabiendo que Nagato nunca lo mataría, Yahiko se atravesó con un kunai que previamente le había dado a Nagato. Furioso, Nagato ataca a Hanzō y a su grupo, obligándole a huir.
Tiempo después, el personaje de Nagato (ahora bajo el nombre de Pain) acudió en persecución de Hanzō. Tras una pelea, Pain mató a Hanzō y a toda su familia, además de obligar a todos los habitantes de Amegakure que nunca pronunciaran el nombre de Hanzō bajo duras represalias.

### Naruto: Shippūden
Hanzō es revivido por el Edo Tensei de Kabuto Yakushi para que luchara en la Cuarta Guerra Mundial Shinobi. Hanzō hace equipo con Chiyo y con Kimimaro Kaguya y se enfrenta a un escuadrón de samuráis de la División de Ataque Sorpresa. En un principio se enfrenta a Kankurō, pero después lo hace con Mifune, al cual ya se había enfrentado en el pasado. Chiyo delata los movimientos de Hanzō y éste se enfrenta cuerpo a cuerpo con Mifune, el cual rompe su kusarigama y le hace un gran corte en la cara.
Hanzō reconoce los ideales y la perseverancia de Mifune y decide hacerse un seppuku con su kusarigama rota en la bolsa de veneno que llevaba oculta. La perforación de la bolsa hizo que Hanzō quedara paralizado por el veneno, lo que fue aprovechado por los ninjas de la Gran Alianza Shinobi para sellarlo y liberar su alma del Edo Tensei.

## Habilidades
Las capacidades y técnicas de Hanzō no son muy mostradas a lo largo de la obra, pero se interpreta a lo largo de la misma que es un personaje con un gran poder y habilidades, acorde a la fama de shinobi legendario que tiene. Los denominados tres Sannin (Jiraiya, Orochimaru y Tsunade) no fueron rival para él, sobreviviendo a duras penas.
El arma predilecta del personaje era una kusarigama (arma originaria del Japón) de gran tamaño. Empleaba el arma tanto de forma ofensiva como defensiva, o incluso para inmovilizar a los oponentes.
La principal característica del personaje es una bolsa de veneno que lleva alojada en el interior de su cuerpo. Hanzō la empleaba para envenenar a sus enemigos o su propia kusarigama. Sin embargo, esto también era un arma de doble filo para Hanzō, pues si la bolsa llegara a romperse el veneno dejaría paralizado a Hanzō, pese a que no sería letal para él. Por otro lado, el veneno era altamente letal para cualquier persona, provocando increíbles dolores y paralizando el cuerpo.